# Burg Baldenau
Die Burg Baldenau ist die Ruine einer Wasserburg im Hunsrück  zwischen den Dörfern Hundheim und Hinzerath, beides Ortsteile der Gemeinde Morbach im Landkreis Bernkastel-Wittlich in Rheinland-Pfalz, nur wenig südlich der Hunsrückhöhenstraße B 327.

## Geographische Lage
Die Burgruine Baldenau ist eine der wenigen Wasserburgen im Hunsrück, die in einem Hochtal liegt. Der Wassergraben der am Nordrand des Idarwaldes auf 465 Meter Höhe gelegenen Ruine wird durch den Oberlauf der Dhron gespeist. Die in einem Sumpfgebiet gelegene und nur selten besuchte Ruine ist jederzeit frei zugänglich.
Zur Baldenau gehört auch der Stumpfe Turm, der oberhalb von Hinzerath an der damaligen Römerstraße erbaut wurde. Aufgrund der Lage auf dem Bergrücken konnten von hier aus herannahende Gefahren frühzeitig erkannt und zur Burg gemeldet werden.

## Geschichte
Ab dem Jahr 1315 wurde sie vom Erzbischof Balduin von Trier zur Sicherung der Kurtrier Herrschaft errichtet. Die Burg war vor allem gegen die Grafen von Sponheim gerichtet. Die Grafen waren rivalisierende Territorialherren von Trier in diesem Gebiet. 1332 bekam Balduin von Kaiser Ludwig in einem Sammelprivileg die Stadtrechte für eine Siedlung bei Baldenau; zu einer solchen Gründung ist es aber letztlich nie gekommen. Die Burg war namensgebend für das kurtrierische Amt Baldenau, zu dem fünfzehn umliegende Ortschaften gehörten. Im 15. Jahrhundert sind mit Rulmann von Partenheim und Clas von Nattenheim zwei Amtmänner überliefert. Ebenfalls im 15. Jahrhundert wurden Burg und Amt an Adlige verpfändet, ein Hinweis für die geringe Bedeutung der Burg in dieser Zeit.
Nach mehreren Beschädigungen im Dreißigjährigen Krieg wurde sie schon 1649 wieder instand gesetzt, schließlich aber im Jahr 1689 im Pfälzischen Erbfolgekrieg durch französische Truppen unter Ludwig XIV. dauerhaft zerstört. ab 1982 erfolgte eine Sicherung der Ruine. 
1981 und 1982 diente die Ruine als Kulisse zum ersten Teil der Heimat-Trilogie von Edgar Reitz.

## Beschreibung

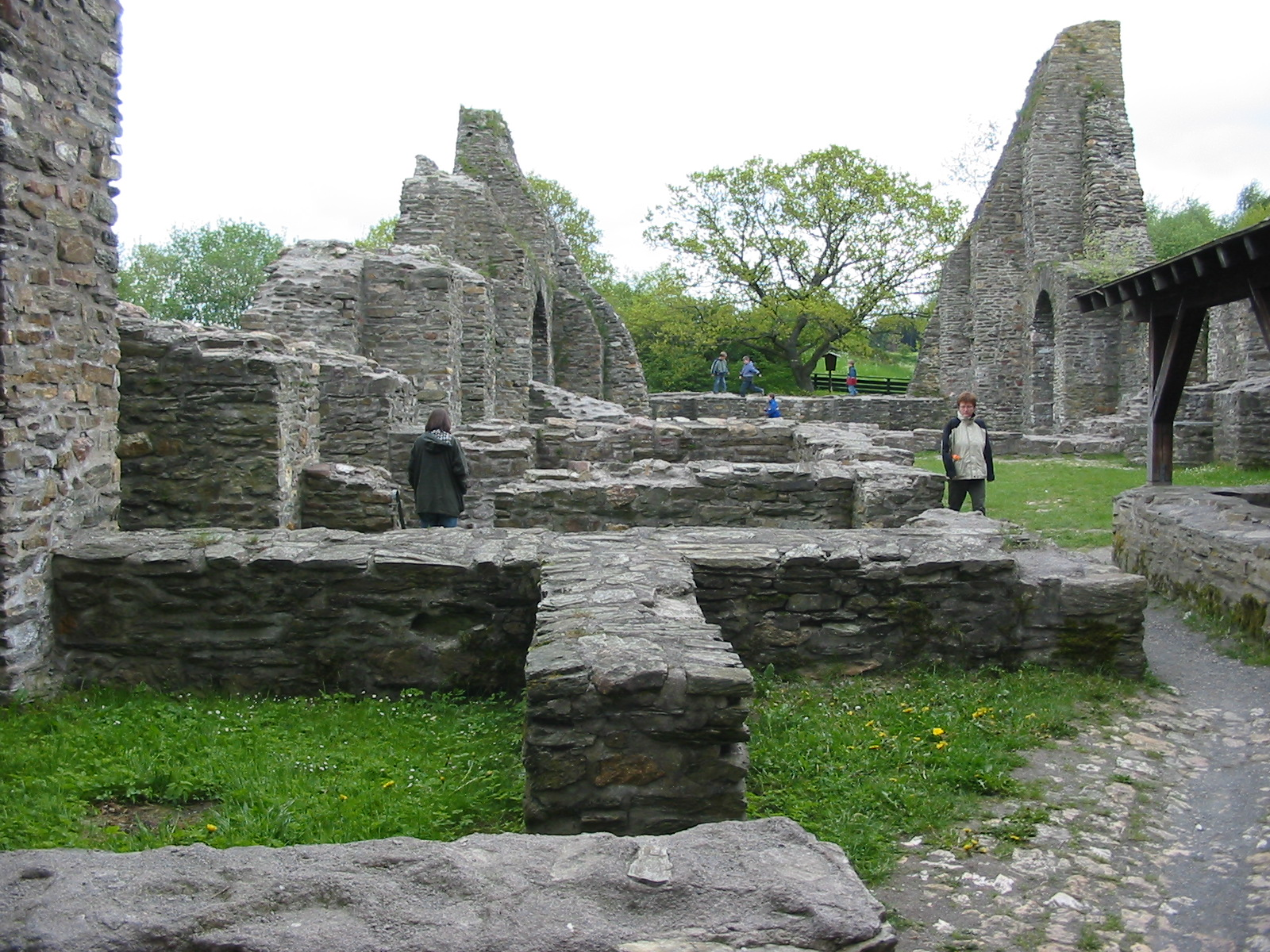
Mauerreste der in den 1980er Jahren rekonstruierten Innenbebauung

Die Burganlage ist etwa 52 Meter lang, bis zu 20 Meter breit und besitzt die Form eines Keils. Im Südwesten im spitz zulaufenden Teil der Burg steht der markante, 24 Meter hohe runde dreigeschossige Bergfried. Er hat einen Durchmesser von 10,5 Metern bei einer Mauerstärke von bis zu 3,2 Metern. Auf der gegenüberliegenden Seite erheben sich die eher spärliche aufragenden Reste des Hauptgebäudes. Es hatte mindestens drei Geschosse, die über einen Treppenturm erschlossen waren. Die Küche befand sich im Erdgeschoss (ablesbar an den Resten des Küchenkamins auf der Ostseite). Die Wasserversorgung wurde über einen Brunnen gewährleistet (dieser lag neben dem Zugang der Burg). An den Längsseiten ist die Burg von einer Ringmauer umgeben. Die Mauer wird von Schlitzscharten durchbrochen und trug ursprünglich einen Wehrgang. Der Hof war mit kleineren Gebäuden verbaut, deren Reste bei den Freilegungsarbeiten zu Tage traten.

## Beschädigungen
In den letzten Jahren wurde die Burg immer mehr mutwillig zerstört. Unter anderem fehlen mindestens 400 Steine die herausgebrochen und abtransportiert worden sind.
Das Burgtor das zum Turm führt, wurde mehrmals aufgebrochen.